# 男女8人恋愛ツアー!TOKIOのな・り・ゆ・き!!
『男女8人恋愛ツアー!TOKIOのな・り・ゆ・き!!』（だんじょはちにんれんあいツアー トキオのなりゆき）は、1998年10月13日から1999年9月30日までフジテレビ系列で放送された恋愛バラエティ番組。スタートから1999年3月までは毎週火曜日23:00 - 23:20だったが、同年4月から終了までは毎週木曜日23:00 - 23:20に放送されていた。
この番組の発展形が1999年10月11日から放送開始となった『あいのり』。『あいのり』と異なる点は現在のツアーが終わったら次のツアーではメンバー総入れ替えになる点、移動は徒歩や公共交通機関を使用していた点など。

## ルール
毎月1つの国・地域を舞台に見ず知らずの一般人の男女4人ずつ、計8人が共同で旅行を行う。移動は徒歩や鉄道、航空機などを用いる。数か所の都市や観光地を訪れながらメンバーの交流を深めていく。
最終目的地へ向かう経由宿泊地で男性が別々の場所に分かれ、意中の女性を呼び出して告白をする。翌日、告白された女性はOKであればその男性との待ち合わせ場所に現れてカップル成立となる。NGであれば現れない。他のお見合い番組と同様、1人の女性が2人以上の男性から呼び出されることもあれば（呼び出した男性は競合していることを直接には知らない）男性から1人も呼ばれないまま終わる女性も出る。最終目的地へは成立したカップルのみが進むことが出来る。
恋愛旅行は1か月ごとに完結し、次のツアーでは別の国・地域を舞台に新たなメンバーで行う。なお、最終回スペシャル（アメリカ南部）は1回の放送で完結した。

## 司会
司会はTOKIO。月（ツアー）ごとに変わる女性ゲスト1人とともにスタジオトークを行う。TOKIOは毎回のツアーの企画プロデュースに参加し、期間中は恋愛ツアー中の人たちをビデオで励ましたり日本から国際電話や電子メールのやり取りをするなどサポートも行った。また、最後のアメリカ南部ツアーでは実際にTOKIOが現地へ赴いた。
スタジオでは一気に4〜5本分（1か月・1ツアー分）をまとめて収録していた。

## スタッフ
- プロデューサー・演出：西山仁紫
- 技術協力：八峯テレビ

## テーマソング
※すべてTOKIOの楽曲。
- 『君を想うとき』
- 『忘れえぬ君へ…』

| フジテレビ系列 バラパラ火曜枠                               | フジテレビ系列 バラパラ火曜枠              | フジテレビ系列 バラパラ火曜枠 |
| 前番組                                                      | 番組名                                     | 次番組                        |
| ----------------------------------------------------------- | ------------------------------------------ | ----------------------------- |
| 枠設立前につき無し                                          | 男女8人恋愛ツアー! TOKIOのな・り・ゆ・き!! | これがキャイ〜ンだろ!?        |
| フジテレビ系列 火曜23時台前半枠                             |                                            |                               |
| LIVE'98 ニュースJAPAN ※23:00 - 24:20 【20分繰り下げて継続】 | 男女8人恋愛ツアー! TOKIOのな・り・ゆ・き!! | これがキャイ〜ンだろ!?        |
| フジテレビ系列 バラパラ木曜枠                               |                                            |                               |
| 江角マキコの恋愛の科学                                      | 男女8人恋愛ツアー! TOKIOのな・り・ゆ・き!! | V6の素                        |